# Tirà reial capgrís
El tirà reial capgrís (Myiozetetes granadensis) és un ocell de la família dels tirànids (Tyrannidae).

## Hàbitat i distribució
Habita zones arbustives, bosc obert i manglars, freqüentment prop de l'aigua de les terres baixes al vessant del Carib de l'est d'Hondures i Nicaragua, ambdues vessants de Costa Rica i Panamà i des de l'oest, nord i sud-est de Colòmbia i sud de Veneçuela, cap al sud, per l'oest dels Andes, fins al nord-oest del Perú i, a través de l'est de l'Equador, est del Perú i oest amazònic del Brasil fins al nord de Bolívia.